# Maurice Costello
Maurice Costello (ur. 22 lutego 1877, zm. 28 października 1950) – amerykański reżyser i aktor.

## Filmografia
reżyser
- 1910: The Altar of Love
- 1912: Jack's Chrysanthemum
- 1913: The Way Out
- 1914: Pan Burns z Nowego Jorku

film
- 1905: Adventures of Sherlock Holmes jako Sherlock Holmes
- 1909: The Plot That Failed
- 1911: Opowieść o dwóch miastach jako Sydney Carton
- 1912: Jak wam się podoba jako Orlando
- 1919: The Man Who Won jako Henry Longfield
- 1926: Dama kameliowa jako ojciec Armanda
- 1939: Pan Smith jedzie do Waszyngtonu jako Diggs
- 1944: The Climax

## Wyróżnienia
Posiada swoją gwiazdę na Hollywoodzkiej Alei Gwiazd.